# Pædagogikkens idehistorie
 Denne artikel bør gennemlæses af en person med fagkendskab for at sikre den faglige korrekthed.

Pædagogikkens idéhistorie er studiet af de pædagogiske ideers historie fra antikken til i dag. Det omfatter blandt andet idéer om opdragelse, undervisning, dannelse og læring.
Pædagogikkens idéhistorie omfatter hovedtrækkene i de pædagogiske idédannelser; idéer om opdragelse, undervisning, dannelse og læring; de pædagogiske institutioner; samt de kontekster, som idéerne og institutionerne og opstået og har udviklet sig inden for. Studiet omfatter også samtidsanalyse eller samtidsdiagnose af den aktuelle pædagogiske udvikling.
Studiet er tæt beslægtet med uddannelseshistorie, som det ind imellem også opfattes som en del af. Desuden har studiet berøring med generel pædagogik, uddannelsesvidenskab, pædagogisk sociologi og pædagogisk filosofi.

## Historie

### Den vestlige pædagogiks tænkere

#### Antikken til reformationen
Den vestlige pædagogik opstod i antikkens Grækenland. Her var Platon og Aristoteles vigtige for pædagogikkens udvikling, der var knyttet til tanken om paideia. Med middelalderen blev kristendommen vigtig, og afrikaneren Augustin beskæftigede sig med den kristne pædagogik. Med renæssancen vendte den græsk-romerske tænkning tilbage. Hos tyskeren Martin Luther og med reformationen fik Augustins teologi en genoplivning, og Luther udformede sin egen protestantiske pædagogik.

#### 16.-18.århundrede
Johann Amos Comenius (1592-1670) regnes sommetider for grundlægger af nyere pædagogik. Han udvikler en række enestående, og i samtiden bredt anvendte, lærebøger, der benytter sprog-undervisning i latin og nationale sprog samtidig (der findes også dansk-latinske bearbejdelser af hans værker fra perioden) til den almene skoling.
John Locke udgav værket Tanker om opdragelse i 1693. Her lægger han vægt på barnets udvikling af en moralsk karakter. Al opdragelse har fire hovedformål, som er dyd, visdom, dannelse og lærdom.
Den moderne vestlige pædagogik kan siges at være grundlagt med Jean-Jacques Rousseaus (1712-1778) udgivelse af Emile i 1762. Her rettes blikket mod opdragelsen af barnet til et frit menneske. Tyskeren Immanuel Kant (1724-1804) fulgte delvist denne tanke men lagde vægt på, at barnet først måtte disciplineres.
Tyskeren Friedrich Schiller (1759-1805) udgav Om menneskets æstetiske opdragelse, der er en afhandling, som omhandler Immanuel Kants transcendentale æstetik og begivenhederne under den franske revolution.

#### 19. århundrede
Johann Heinrich Pestalozzi (1746-1827) var en Schweizsik pædagog, der var en anden af grundlæggerne af det 19. århundredes pædagogik. Han vil basere opdragelsen på de love, som bestemmer menneskesjælens udvikling
Den tyske pædagog Friedrich Fröbel (1782-1852) var elev af Pestalozzi og fik en stor betydning. Han mente, at det enkelte menneske skal være et efter sin individualitet harmonisk udviklet hele, der bevidst indordner sig som led i samfundet, gennem opdragelsen ført til enhed med Gud, naturen og andre mennesker. Barnet skal fra den tidligste alder udvikles metodisk, på ethvert trin modtage, hvad der passer for dets alder, og barndommen skal ikke blot betragtes som en forberedelse til livet, men som en vigtig del af selve livet.
Johann Friedrich Herbart (1776-1841) var en tysk filosof, psykolog og pædagog, som regnes for en af klassikerne inden for pædagogikken. Idet han gik ud fra et begreb om menneskets Bildsamkeit (dets evne til at lade sig danne og opdrage), forsøgte han at lægge det teoretiske grundlag for opdragelse og undervisning.
Wilhelm von Humboldt (1769-1859 ) var til gengæld en tysk naturvidenskabsmand og filosof, der fik afgørende betydning for grundlæggelsen af det moderne universitet. Humboldt-Universität zu Berlin er Berlins ældste universitet, der er grundlagt 15. oktober 1811 af Humboldt. Han lagde vægt på den almene dannelse.

#### 20. århundrede
Sociologen Emil Durkheim (1858-1917) var meget interesseret i uddannelse. Det skyldtes delvist, at hans arbejde bl.a. bestod i undervisningen af kommende lærere, hvilket gav ham muligheden for at forme deres pensum, så det bar præg af hans egne mål om udbredelsen af sociologien (som han selv bidrog til grundlæggelsen af). Mere overordnet var Durkheim interesseret i måden, hvorpå uddannelse kunne bruges til at forsyne franske borgere med en fælles, sekulær baggrund, der i følge andre af Durkheims analyser er nødvendig for at afværge anomien i det moderne samfund. Det var desuden i denne sammenhæng, at han forslog dannelsen af professionelle grupper som en kilde til solidaritet blandt voksne. Durkheim argumenterede for, at uddannelse har mange funktioner:
- At styrke social solidaritet.
- At vise, hvordan enkeltstående personer gennem historien på egen hånd har gjort gode ting for fællesskabet. Dette kan få individer til at føle sig som en del af en gruppe, hvilket mindsker risikoen for brud på regler og normer.
- At bibeholde sociale roller – ikke mindst, fordi skolen er et minisamfund med hierarkiog regler, hvorfor den kan lære unge at udfylde roller.
- At opretholde arbejdsdelingen.
- At fordele elever i grupper efter evner, hvilket kan lære dem at vælge arbejde efter deres evner.

Rudolf Steiner (1861-1925) var en østrigsk pædagog, der bedst er kendt som grundlægger af antroposofien og Steinerpædagogikken. Sidstes overordnede mål er at give mennesker et grundlag til at udvikle sig frit, vokse op og blive moralsk ansvarlige og sunde integrerede individer, der kan opfylde deres unikke skæbne, hvis eksistens antroposofien postulerer. I Steinervuggestuer/-børnehaver skal pædagogerne sørge for at skabe et miljø og en atmosfære, der er hjemlig og omfatter naturlige materialer, således at det så vidt muligt modvirker mediernes påvirkninger, som i denne pædagogik menes at være skadelige for børns udvikling i de tidlige år. Pædagogerne uddannes til at støtte det enkelte barns udvikling via den frie leg med simpelt legetøj.
Georg Michael Kerschensteiner (1854-1932) var en tysk pædagog, der blev én af de første, der indså betydningen af egne erfaringer i al undervisning. Han fremhævede de manuelle færdigheders værdi overfor den intellektuelle dannelse, og i fortsættelse deraf arbejdede han for opprioritering af naturvidenskaber og kunst som fag i skolen.
Anton Makarenko (1888-1939) var en russisk og sovjetisk pædagog, socialarbejder og forfatter. Han var den mest indflydelsesrige uddannelsesteoretiker i Sovjetunionen og fremmede demokratiske ideer og principper inden for uddannelsesteori og praksis. Han var leder af et opdragelseshjem for mindreårige lovovertrædere og interesserede sig for opdragelse i grupper. Hans ideer påvirkede den danske socialpædagogik.
Alfred North Whitehead (1861-1947) advarede i bogen The Aims of Education and Other Essays fra 1929 mod undervisning i døde ideer uden nogen anvendelse i det virkelige liv eller kulturen. Han fremhævede i stedet vigtigheden af fantasi og fri udvikling af ideer.
John Dewey (1859-1952) betragtes som en af de vigtigste pædagoger i historien. Han lagde vægt på, at eleverne blev uddannet i demokrati og den kritiske tænkning, der ville gavne samfundet.
Maria Montessori (1870-1952) var en italiensk læge, der er kendt for hendes pædagogiske ideer. Disse har efterfølgende spredt sig har fået stor betydning for udviklingen af moderne vestlige børnehaver. Hendes pædagogik var altovervejende naturvidenskabeligt funderet, og baseret på en opfattelse af at bøns sanser og intellekt kunne styrkes ved at tilgodese og styrke børnenes egen virksomhed og selvstændighed.
Célestin Freinet (1896-1966) var en fransk pædagog og ophavsmand til Freinet-skolerne. Skolerne bygger på selvvirksomhed og elevernes medindflydelse i en demokratisk pædagogik, og arbejdsformen er værkstedspræget.  Freinet introducerede ideen om trykkefrihed i skolen, hvilket indebærer, at eleverne producerer deres egne trykte materialer som en del af læringsprocessen. Dette omfattede aviser, tidsskrifter og bøger, hvilket gav eleverne mulighed for at udtrykke sig, forstå trykte medier og deltage i en meningsfuld kommunikation.  Freinet betragtede autentiske og praktiske opgaver som væsentlige for læring. Han opfordrede til, at undervisningen skulle baseres på elevernes egne oplevelser og interesser, og at de skulle deltage i opgaver, der havde reel betydning for dem.
Alexander Sutherland Neill (1883-1973) grundlagde reformskolen Sumerhill. Neill mente, at voksne ikke havde ret til at tvinge børn til at gå til undervisning. Ønsker børn undervisning skal de nok selv sige til. Børnene inddrages på skolen i en demokratisk proces.  Neill troede på, at skolen skulle være et demokratisk samfund, hvor eleverne har ret til at deltage i beslutningstagningen. Han mente, at det var vigtigt at inddrage eleverne i styringen af skolen og give dem mulighed for at udtrykke deres meninger og følge deres egne interesser.  Neill var stærkt imod autoritær undervisning og troede ikke på at påtvinge eleverne viden. Han mente, at undervisningen skulle være baseret på dialog og samarbejde snarere end på tvang.
Den tyske filosof Otto Bollnow (1903-1991) brugte indsigter fra eksistentiel filosofi til at udarbejde en nyere eksistentiel pædagogik, hvor det er eksistensen, der er i fokus for opdragelse og dannelse.  Bollnow var dybt påvirket af eksistenstænkning, især tænkere som Martin Heidegger og Jean-Paul Sartre. Han mente, at pædagogik skulle være forankret i forståelsen af menneskets eksistens og væren i verden. Bollnow identificerede nogle eksistentielle grundbegreber, herunder "ansvar", "kærlighed" og "leg." Disse grundbegreber var for ham centrale i uddannelsen, da de udtrykker menneskets grundlæggende forhold til verden og til andre mennesker. Han betonede også betydningen af mødet med det andet menneske i uddannelsesprocessen. Han mente, at dialog og relationer mellem mennesker var afgørende for en autentisk uddannelse.
De senere år har Hannah Arendt (1906-1975) fået opmærksomhed i pædagogisk filosofi. Hun mener, at pædagogikken skal formidle mellem det gamle og det nye. Disse tanker kommer til udtryk i artiklen “The Crisis in Education” fra 1954.
Italieneren Loris Malaguzzi (1921-1994) var hovedmand bag Reggio Emilio-pædagogikken, der var en elev-centreret før-skole pædagogik.  Hans pædagogiske filosofi har haft stor indflydelse på uddannelsen af yngre børn og betragtes som en af de mest innovative og respekterede tilgange til børns læring og udvikling. Malaguzzi betragtede børn som aktive, kompetente og ressourcefulde individer. Han troede på, at børn har et naturligt ønske om at udforske og lære om verden omkring dem, og at denne indre motivation skulle understøttes og fremmes.
Paulo Freire (1921-1997) var en brasiliansk pædagog og filosof. Han var en førende repræsentant for den kritiske pædagogik. Eleverne skal rustes til at bekæmpe uretfærdighed. Målet er frigørelse.

#### 21. århundrede
I det 21. århundrede står Martha Nussbaum står for en mere liberal tilgang, der er baseret på antik filosofi. Hendes pædagogiske filosofi er udgivet i bogen Cultivating Humanity: A Classical Defense of Reform in Liberal Education fra 1997. Her bruger hun blandt andet liberalisme til at forsvare multikulturalisme og pædagogik med fokus på race, køn og seksualitet.Gert Biesta er en hollandsk uddannelsestænker, der lægger vægt på, at eleverne ikke bare skal belæres. De skal også uddannes til en menneskelig fremtid. John Hattie er en australsk forsker, der på statistisk grundlag har lagt vægt på synlig læring, det vil sige at målene for læringen og vejen dertil bliver gjort synlige for eleverne.

### Den danske pædagogiks tænkere

#### 19. århundrede
Nikolai Frederik Severin Grundtvig (1783-1872) var en dansk forfatter, teolog, digter, filosof, historiker, præst ved Vartov i København, titulærbiskop, filolog, skolemand og politiker. Han lægger navn til grundtvigianismen og var en af initiativtagerne til folkehøjskolen. Grundtvig mente, at undervisningen ikke skulle bygges på bøgerne men på det levende talte ord. Undervisningens indhold skulle være "historisk-poetisk", og skolen for livet skulle blive til i mødet mellem lærer og elev.
Christen Mikkelsen Kold (1816-1876) eller Kresten Kold var en dansk lærer, der var en pioner inden for højskole- og friskolebevægelsen. Han gjorde han den mundtlige fortælling til den vigtigste metode i undervisningen.
Johannes Christian Lütken (1791 –1856) var en dansk politisk forfatter og lektor, der stod for en indskrænkning af undervisningen i de klassiske sprog til bedste for naturvidenskaberne.
Johan Nicolai Madvig (1804-1886) var en dansk klassisk filolog og politiker. Hans dannelsestanker var et forsøg på at forene den klassiske historiske dannelse med den moderne, både sproglige, nationale og naturvidenskabelige dannelse.
Erna Juel-Hansen (1845-1922) var en dansk forfatter og kvinderetsforkæmper, fortaler for pædagogik og gymnastik, samt medstifter af Danmarks første børnehave. Børnehaven blev suppleret med en børnehaveklasse og fra 1876 med en pigeskole, da tiden ikke var moden til en fællesskole for piger og drenge endnu.
Hedevig Bagger (1842-1926) var seminarielærerinde og en af Danmarks første børnehavelærerinder. Hedevig Bagger var stærkt inspireret af Friedrich Fröbel, der med sine banebrydende idéer om pædagogik, var med til at forme vor tids tanker om børneopdragelse og pædagogik. I 1880 oprettede hun en af landets første børnehave (Fru Hedevig Baggers Børnehave), som pt. er Danmarks ældste, eksisterende børnehave.

#### 20. århundrede
Astrid Gøssel (1891–1975) var musikpædagog og arbejdede gennem mange år som bevægelsespædagog. Hun udviklede en pædagogisk metode, hun kaldte ”den ledede og motiverede bevægelsesleg”.
Knud Ejler Løgstrup (1905-1981) holdt i 1981 en forelæsning med titlen “Skolens formål”, hvor han påpegede, at skolens opgave var at oplyse tilværelsen. Det betød, at skolens formål ikke kun var forberedelse til arbejdsmarkedet.
Sofie Rifbjerg (1886-1981) var børnepsykolog, der blev den førende Montessori-pædagog i Danmark og stiftede det såkaldte ”Montessori-kursus”.
Knud Grue-Sørensen (1904-1992) var en dansk filosof og professor i pædagogik ved Københavns Universitet. Han havde en rent teoretisk tilgang til pædagogik og skrev blandt andet om opdragelse.
Jens Sigsgaard (1910-1991) var en danskpsykolog, der blev forstander for Frøbelseminariet og skrev den pædagogiske bog Frøbel og Montessori samt børnebogen Palle alene i Verden.
Aase Hauch (1916-2004) var en dansk børnehaveleder. Hun praktiserede en særlig småbørnspædagogik, der lagde vægt på at udvikle børnenes kreative og musiske evner. Sammen med sin mand skrev hun bogen Børnene i velfærdssamfundet i 1964, der viser, at samfundet har forandret sig så betydeligt, at familien ikke længere alene kan varetage opdragelsen af børnene.

### Den danske skole- og uddannelsespolitiks historie
Danmark fik 5 nye skolelove i 1814. De indebar både undervisningspligt og krav til lærere og elever. Skolens formål var at opdrage og danne eleverne til at blive retskafne og kristne samt loyale borgere.
I 1848 oprettede man under den første minister D. G. Monrad Ministeriet for Kirke- og Undervisningsvæsenet (Kultusministeriet), som fungerede frem til 1916, hvor ministeriet blev delt op i et ministerium for kirkeanliggender og tilsvarende et ministerium for undervisning.
Den første fagforening, Dansk Børnehaveråd, for pædagogisk personale, blev stiftet i 1932.
Med skoleloven fra 1937 blev det fremhævet, at skolen ikke bare skulle give kundskaber men også fremme elevernes personer. Mens skoleloven fra 1937 lagde vægt på karakterdannelse, blev der i efterkrigstiden lagt større vægt på demokratisk dannelse. Folkeskolelovens bestemmelser revideres løbende; andre større ændringer blev indført i 1958, 1975, 1993, 2004 og 2014. Et af hovedtemaerne har været delingen i niveauer; i 1958 blev delingen flyttet fra 5. klassetrin til afslutningen af 7. klassetrin, hvor eleverne blev delt i almen skolegang og realskolen. I 1975 blev realskolen nedlagt, og der gennemførtes en holddeling i alment og udvidet niveau i prøvefagene.
Siden 1953 har Grundloven fastslået, at undervisning i folkeskolen skal være gratis. I 1954 blev en ny læreruddannelseslov vedtaget af Folketinget. Undervisningsminister Julius Bomholt betegnede den som et frihedsbrev til seminarierne. Der var kun prøver i få fag, og der var gode muligheder for pædagogisk nytænkning. I 1991 vedtog Folketinget en ny lov om uddannelse af lærere til folkeskolen, som blot var en justering af principperne i den eksisternede. I 1993 besluttede man, at Undervisningsministeriet skulle fastsætte regler om formålet med undervisningen i folkeskolen.
Forsknings- og Teknologiministeriet blev oprettet i 1994, men ændrede allerede i 1994 navn til Forskningsministeriet. Forskningen ved de højere læreanstalter, der indtil 2000 hørte under Forskningsministeriet, samt Byggedirektoratet blev i 2001 samlet under det nyoprettede Ministerium for Videnskab, Teknologi og Udvikling (se Ministeriet for Forskning, Innovation og Videregående Uddannelser). Samtidig blev arbejdsmarkedsuddannelserne (AMU) overført fra Arbejdsministeriet til Undervisningsministeriet.

## Forskning og formidling

### Danmark

#### Pædagogikkens idéhistorie
I Danmark indgår studiet i pædagogisk idéhistorie som et fag på kandidatuddannelsen i pædagogisk filosofi ved DPU. Pædagogikkens idehistorie er desuden et fag på bacheloruddannelser i uddannelsesvidenskab ved DPU. I Danmark har studiet af pædagogikkens idehistorie blandt andet været varetaget af Ove Korsgaard Jørgen Huggler samt Hans Siggaard, Lars-Henrik Schmidt og Jens Erik Kristensen.
Ove Korsgaard, Jens Erik Kristensen og Hans Siggaard udgav i 2017 storværket Pædagogikkens idéhistorie. Her gennemgås den vestlige pædagogiks idehistorie fra den græske antik og frem til i dag. Bogen indeholder til slut et overblik over nutidens pædagogiske strømninger som fx livslang læring. Ove Korsgaard står desuden bag bogen Strejftog i højskolernes idehistorie, der udkom i 2019 Han skildrer udviklingen fra Grundtvigs højskoletanker fra 1844 til i dag, og han leverer et bud på en ny vækkelse i dag. Desuden har Bent Nabe Nielsen i 2011 skrevet trebindsværket Dannelsens veje, der skildrer dannelsens idehistorie. Jørgen Lauritsen har skrevet værket Pædagogiske tænkere, der giver et indblik i centrale tænkere fra pædagogikkens idehistorie. Gerd Christensen har skrevet Individ og disciplinering, der følger det pædagogiske subjekts historie, og Jens Erik Kristensen har redigeret bogen Ideer om et universitet, der følger det moderne universitets idehistorie, og Stefan Hermann har skrevet Magt og oplysning om folkeskolens nyere idehistorie. I 2003 udkom bogen Idehistorie for de pædagogiske fag af Benedicte Pecseli og i 2016-7 Anders D. Sørensens tre mindre Opdragelsens filosofi, Livsduelighed som pædagogisk mål og Pædagogikkens politiske idehistorie: 1.
Et samtidshistorisk perspektiv findes i bogen Pædagogikkens to verdener af Thomas Aastrup Rømer, der ser på de aktuelle modsætninger i pædagogikkens udvikling. Bogen ser især på forholdet mellem konkurrencestat og traditionel pædagogik. Bogens tese er, at konkurrencestatens ideologi truer med at udhule pædagogikkens indhold. Det vedrører centrale begreber som begreber som kundskaber, disciplin, lærer, skole og dømmekraft. Bogen er således ikke blot idehistorisk men filosofisk i sit udsyn. Endvidere har Lars-Henrik Schmidt i 1999 udgivet bogen Diagnosis 3, der ser samtidsdiagnostisk på pædagogiske forhold som sociale forhold.

### Internationalt
Området har også fået en stor udbredelse i Norge og er blandt andet et fag på Norges Teknisk-Vitenskapelige Universitet. Norske Reidar Myhre udgav den klassiske bog Pedagogisk idehistorie i 1976, og i 2003 udgav Kjetil Steinsholt Pedagogikkens mange ansigter - pedagogikkens idehistorie. Svensk tv producerede i 2013 en tv-serie om læringens idehistorie. Serien blev også vist på dansk og norsk tv og havde syv afsnit.
Der har været flere internationale studier i pædagogikkens idéhistorie og uddannelseshistorie: Robert David Anderson udgav i 2004 bogen European Universities from the Enlightenment to 1914. Her forankrer han de europæiske universiteters historie i den bredere sociale og politiske udvikling. Alfred Tremls bog Pädagogische Ideengeschichte fra 2015 giver et komprimeret overblik over den vestlige pædagogiks idéhistorie. Bogen begynder i oldtiden og fortsætter frem til Aarhus Universitet er oprettet i 1928 som et privat initiativ under navnet Universitetsundervisningen i Jylland. Ved indvielsen den 11. september 1928 startede 78 studerende. Paul Warmington giver i Black British Intellectuals and Education fra 2014 en introduktion til den rolle, som sorte intellektuelle og lærere har spillet i Storbritanniens historie og uddannelse. Wayne Urban giver i Scholarly Leadership in Higher Education fra 2020 en idehistorisk indføring i Harvard-lederskabet under James Bryant Conant (1933-1953), hvor det placeres i det bredere internationale landskab og undersøges ud fra specifikke ledelsespolitiske spørgsmål.
De senere år er der kommet forøget interesse for kvinders uddannelseshistorie: Barbara Solomon publicerede i 1986 bogen In the Company of Educated Women: A History of Women and Higher Education in America. Her skildrer hun kvinders historie i det videregående amerikanske uddannelsessystem gennem 50 år. Katharina Rowold udgav i 2009 bogen The Educated Woman: Minds, Bodies, and Women's Higher Education in Britain, Germany, and Spain, 1865-1914. I England findes The University of Winchester Centre for the History of Women's Education (CHWE), der forsker i kvinders uddannelseshistorie.
Der er også opstået et forøget fokus på queer studier i pædagogikkens idéhistorie. Leila Rupp har derudover skrevet Understanding and Teaching U.S. Lesbian, Gay, Bisexual, and Transgender History, der viser, hvordan man kan inddrage Queer historie i undervisningen.

## Store pædagogiske tænkere
| - Konfutse - Platon - Sokrates - Aristoteles - Cicero - Epiktet - Johann Amos Comenius - Martin Luther - Alexander Sutherland Neill | - John Locke - Jean-Jacques Rousseau - Immanuel Kant - Friedrich Frøbel - Johann Friedrich Herbart - Johann Heinrich Pestalozzi - Rudolf Steinar - Wolfgang Klafki - John Dewey | - N.F.S. Grundtvig - Lev Vygotskij - Alfred North Whitehead - Paulo Freire - Jean Piaget - K.E. Løgstrup - Hannah Arendt - Martha Nussbaum - Rabindranath Tagore |

### Vestens pædagogiske hovedværker i dansk oversættelse
- Bourdieu, Pierre (2006): "Reproduktionen : bidrag til en teori om undervisningssystemet". Hans Reitzel
- Comenius, Johann Amos (1874): “Moderskole, eller Vejledning til Børns Opdragelse og Øvelse i Hjemmet i de første sex Aar”. Kbh s.n.
- Dewey, John (2005):”Demokrati og uddannelse”. Klim
- Dewey, John (2008). “Erfaring og opdragelse”. København: Hans Reitzels Forlag
- Durkheim, Emile (2014). Opdragelse, uddannelse og sociologi. Mindspace
- Freinet, Celestin (1980): “Arbejde som pædagogisk princip. Den frie tekst”. Hans Reitzels Forlag
- Freire, Paulo (1993):”De undertryktes pædagogik”. Christian Ejlers
- Frøbel, Friedrich (1882): “Børnehaven”. NNF
- Herder, Johan Gottfried (2001): “Også en historiefilosofi til menneskehedens dannelse”. Det lille forlag

- Herbart, Johann (1980): “Pædagogiske forelæsninger i omrids”. NNF
- Kant, Immanuel (2012): “Om pædagogik”. Klim
- Kerschensteiner, Georg (1980): “Arbejdsskolen”. NNF
- Klafki, Wolfgang (2001): “Dannelsesteori og didaktik”. Århus: Klim
- Locke, John (2016):”Tanker om opdragelsen”. Klim
- Luhmann, Niklas (2006): "Samfundets uddannelsessystem". Hans Reitzels Forlag, København
- Makarenko, Anton (1988): “Vejen til livet”. Sputnik
- Montessori, Maria (1917): “Metoden. Videnskabelig Pædagogik som anvendes for Børn i Montessori-Skolerne”. V.Pio/Povl Bran
- Neill, Alexander Sutherland (1933): “Vanskelige Børn”. Hirschsprung
- Neill, Alexander Sutherland (1963): “Summerhill-skolen”. Hans Reitzels Forlag
- Neill, Alexander Sutherland (1964): “Problemlæreren”. Hans Reitzels Forlag
- Neill, Alexander Sutherland (1967): “Problemfamilien”. Hans Reitzels Forlag
- Pestalozzi, Johann Heinrich (1798): “Om Herremanden Brahe og Bønderne i Ørby”. Kbh s.n.
- Pestalozzi, Johann Heinrich (1881): “Lienhard og Gjertrud : en Bog for Folket”. Risør
- Piaget, Jean (1992): "Barnets psykiske udvikling". Hans Reitzels
- Platon (1996): "Staten": MTF
- Rousseau, Jean-Jacques (2014): “Emile”. Gyldendal
- Schiller, Friedrich (1996): “Menneskets æstetiske opdragelse”. Gyldendal
- Steiner, Rudolf (1971):” Pædagogik og erkendelse af mennesket”. Antroposofisk forlag

### Den danske pædagogiks hovedværker
- Grundtvig, N.F.S. (1838): “Skolen for Livet og Academiet i Soer borgerlig betragtet”
- Grundtvig, N. F.S. (1869): Tale ved åbningen af Marielyst Højskole 7. maj 1869
- Grundtvig, N.F.S. (1983): Statsmæssig Oplysning , udg. af K.E. Bugge & Vilhelm Nielsen. København
- Grundtvig, N.F.S. (2012): Det Danske Fiir-Kløver eller Danskheden partisk betragtet
- Gøssel, Astrid (1982): “Bogen om Gøssel: Astrid Gøssel - en bevægelsesform - en pædagogik - en arbejdsmetode”. Gyldendal
- “Børnene i Velfærdssamfundet – en radiogrundbog”, Aase Hauch og Erik Kaufmann, Fremad 1964
- Kold, Christen (2015): “Om børneskolen”. Friskolebladet , Dansk Friskoleforening. Oprindeligt udgivet som en efterladt afhandling af Kristen Mikkelsen Kold, udgivet af Harald Holm på Karl Schønbergs Forlag i 1877
- Lütken, Johannes Christian (1830): “Om almindelig Dannelse og dens Midler”, Skoleprogram Sorø
- Løgstrup, K. E. (1981): “Skolens formål”
- Madvig, J. N. (1844): ”Om Skandinavismens Forhold til den almindelige Cultur”. Et foredrag holdt i det skandinaviske Selskab den 27de januar 1844. København
- Jens Sigsgaard (1944): “Barnets Verden”. Det danske Forlag

### International litteratur om pædagogikkens idéhistorie og uddannelseshistorie
- Anderson, Robert David (2004): “European Universities from the Enlightenment to 1914”. Oxford University Press.
- Begley, Ronald B. & Joseph W. Koterski (2005/9): “Medieval Education”. Fordham University Press
- Benner, Dietrich & Jürgen Oelkers (2004): “Historisches Wörterbuch der Pädagogik”. Darmstadt: Wiss. Buchges.
- Blankertz, Herwig (1982): "Die Geschichte der Pädagogik. Von der Aufklärung bis zur Gegenwart, Wetzlar". Büchse der Pandora. ISBN 3-88178-055-6
- Boyd, William & Edmund J. King (1964): “The History of Western Education”. London : Adam & Charles Black
- Böhm, Winfried (2004): "Geschichte der Pädagogik". München, ISBN 3-406-50853-7
- Bowen, James. A History of Western Education: Vol 3: The Modern West, Europe and the New World (2 vol 2003). vol 1 Orient and Mediterranean 2000 B.C.-A.D. 1054
- Butts, R. Freeman (1955): “A Cultural History of Western Education: Its Social and Intellectual Foundations”. McGraw
- Connell, W. F. (red.) (1981): “A History of Education in the Twentieth Century World”. Global coverage
- Cook, T. G. (1974): “The History of Education in Europe”. Beekman Pub, ISBN 978-0846411635
- Cremin, Lawrence A. American Education: The Colonial Experience, 1607–1783 (1970); American Education: The National Experience, 1783–1876. (1980); American Education: The Metropolitan Experience, 1876-1980 (1990); standard 3 vol detailed scholarly history
- Cubberley, Ellwood Patterson (1920): “ The History of Education: Educational Practice and Progress Considered as a Phase of the Development and Spread of Western Civilization”. Houghton Mifflin Co.
- Efland, Arthur (1990): “A History of Art Education: Intellectual and Social Currents in Teaching the Visual Arts”. TCP
- Harney, K. & H. H. Krüger (1997): “ Einführung in die Geschichte von Erziehungswissenschaft und Erziehungswirklichkeit”. 2. Auflage. Leske + Budrich, Opladen, ISBN 3-8252-8109-4.
- Hoyer, Timo (2015): "Sozialgeschichte der Erziehung. Von der Antike bis in die Moderne". Wissenschaftliche Buchgesellschaft Darmstadt
- Koerrenz, R. & K. Kenklies & H. Kauhaus & M. Schwarzkopf (2017): “Geschichte der Pädagogik”. Paderborn: Schöningh
- Lawson, John & Harold Silver (2013): “A social history of education in England”. Routledge
- McCulloch, Gary (2011): “The Struggle for the History of Education”. Focus on Britain
- Palmer, Joy A. et al. (red.) (2002). “Fifty Major Thinkers on Education: From Confucius to Dewey”. Routledge
- Palmer, Joy A. (red.) (2002). “Fifty Modern Thinkers on Education: From Piaget to the Present Day”. Routledge
- Reble, Albert (1993): “Geschichte der Pädagogik“. 17. Auflage. Klett-Cotta, Stuttgart, ISBN 3-608-93011-6.
- Reese, William J. (2005): “America's Public Schools: From the Common School to No Child Left Behind”. Johns Hopkins University Press
- Rowold, Katharina (2009): “The Educated Woman: Minds, Bodies, and Women's Higher Education in Britain, Germany, and Spain, 1865-1914” (Routledge Research in Gender and History). Routledge
- Rupp, Leila (2014): “Understanding and Teaching U.S. Lesbian, Gay, Bisexual, and Transgender History (The Harvey Goldberg Series for Understanding and Teaching History)”. University of Wisconsin Press
- Solomon, Barbara (1986): “In the Company of Educated Women: A History of Women and Higher Education in America”. Yale University Press
- Purvis, June (1991): “A history of women's education in England” Open University
- Sturt, Mary (2013): “The education of the people: A history of primary education in England and Wales in the nineteenth century”. Routledge
- Thelin, John (2014): “Essential Documents in the History of American Higher Education”. Johns Hopkins University Press
- Thelin, John (2019): “A History of American Higher Education”. Johns Hopkins University Press
- Tolley, Kim (2014): “The science education of American girls: A historical perspective”. Routledge
- Treml, Alfred (2005): “Pädagogische. Ideengeschichte . Ein Überblick”. Verlag W, Kohlhammer.
- Urban, Wayne (2020): “Scholarly Leadership in Higher Education: An Intellectual History of James Bryan Conant”. Bloomsbury
- Wardle, David (1970): “English popular education 1780-1970”. Cambridge UP
- Warmington, Paul (2014): “Black British Intellectuals and Education: Multiculturalism's hidden history”. Routledge

### Norsk og svensk litteratur om pædagogikkens idéhistorie og uddannelseshistorie
- Andolf, Göran (1972): “Historien på gymnasiet: Undervisning och läroböcker 1820–1965”. Stockholm: Esselte
- Axelsson, Thom (2007): “ Rätt elev i rätt klass: Skola, begåvning och styrning 1910–1950”. Linköping: Linköpings universitet
- Egidius, Henry (2001): “ Skola och utbildning i historiskt och internationellt perspektiv”. Stockholm: Natur & Kultur
- Englund, Tomas (1986): “ Samhällsorientering och medborgarfostran i svensk skola under 1900-talet”. Uppsala: Uppsala universitet
- Englund, Tomas (1993): "Utbildning som ”Public Good” eller ”Private Good” – svensk skola i omvandling?" Uppsala: Uppsala universitet
- Gerger, Torvald (1978): "Utbildning och samhälle: Elevrekryteringen till folkskolan under 1800-talet och till högre skolsystem under 1940-. 1950- och 1960-talen". Stockholm: Stockholms universitet.
- Harrie, Anna Johnsson (2009): "Staten och läromedlen: En studie av den svenska statliga förhandsgranskningen av läromedel 1938–1991". Linköping: Linköpings universitet
- Lindmark, Eva (2007): "Läroplaner och andra styrdokument före 1970". Stockholm: Stockholms universitetsbibliotek
- Lundahl, Lisbeth (1989): "I moralens, produktionens och det sunda förnuftets namn: Det svenska högerpartiets skolpolitik 1904–1962" . Lund: Lunds universitet
- Marklund, Sixten" (1980-5): "Skolsverige 1950–1975 I–IV ". Stockholm: Skolöverstyrelsen/Liber
- Markussen, Ingrid & Kari Telste (red.)(2005): "Bilder av den gode oppveksten gjennom 1900-tallet". Novus Forlag
- Myhre, Reidar (1976). ”Pedagogisk idéhistorie”. Fabritius
- Richardson, Gunnar (2004): "Svensk utbildningshistoria: skola och samhälle förr och nu" Lund: Studentlitteratur
- Sandin, Bengt (1986): "Hemmet, gatan, fabriken eller skolan – folkundervisning och barnuppfostran i svenska städer 1600–1850". Lund: Arkiv förlag
- Sandström, Carl Ivar (1991): "Utbildningens idéhistoria: Om samhällsförändringarnas inflytande på undervisningens mål och idéinnehåll genom tiderna i Sverige och utlandet ". Stockholm: Svensk facklitteratur.
- Schüllerqvist, Bengt (2002): "En lärares bildningsgång: En biografisk studie av ideal, tradition och praxis i svensk läroverksmiljö". Uppsala: Uppsala universitet
- Steinsholt, Kjetil (2013): “Pedagogikkens mange ansikter”. Nota
- Straume, Ingrid (red.) (2013): “Danningens filosofihistorie”. Gyldendal, Oslo
- Tingsten, Herbert (1969): "Gud och fosterlandet: studier i hundra års skolpropaganda". Stockholm: Norstedts

### Dansk litteratur om pædagogikkens idéhistorie og uddannelseshistorie
- Agatz, Grethe (2003): “Vi rytmede vi sang vi dansede: da Grethe Agatz startede den rytmiske musikopdragelse i børnehaverne”. Dansk Pædagogisk Historisk Forening
- Andersen, Birthe (1971). "Adelig opfostring. Adelsbørns opdragelse i Danmark 1536-1660." Selskabet for Skole- og uddannelseshistorie
- Andersen, Leo og Katrin Hjort (1975): "Den danske folkeskoles udvikling frem til 1958". Århus: Fagtryk
- Andersen, Peter Østergaard og Thomas Ellegaard (red.) (2007): "Klassisk og moderne pædagogisk teori". Hans Reitzels Forlag
- Appel, Charlotte og Ning de Coninck-Smith (2015): “Dansk skolehistorie 1-5”. Aarhus Universitetsforlag
- Bayer, Søs og Jens Erik Kristensen (red.) (2015): “Pædagogprofessionens historie og aktualitet 1-2”. U Press
- Bendz, Henrik Carl (1994): "Den Kongelige Veterinær- og Landbohøjskoles oprettelse 1856-1858. En dagbog". Udg. Ivan Katic. Viby Sj.
- Braad, Karen et al. (2005): “Seminariet i to århundreder. Læreruddannelsens historie”. Selskab for skolehistorie
- Bredsdoff, Morten (1969): "Læsestykker til Den Danske Folkeskoles Historie". Gyldendal
- Bugge, Knud Eyvin (1961): "Theologi og Pædagogik historisk belyst". GAD
- Bugge, Knud Eyvin (1965): "Skolen for livet : studier over N.F.S. Grundtvigs pædagogiske tanker": GAD
- Bugge, Knud Eyvin (1979): "Vi har rel'gion : et skolefags historie 1900-1975". NNF
- Bugge, Knud Eyvin (1981): “Pædagogiske grundideer”. København: Berlingske
- Christensen, Gerd (2008): “Individ og disciplinering: det pædagogiske subjekts historie”. Roskilde: Samfundslitteratur
- Engberg, Hanne (1985): "Historien om Christen Kold". København: Gyldendal
- Enoksen, Ivan (1996): “Folk&Fag – træk af pædagogfagets historie”. Børn&Unge.
- Fischer, Ulla & Ole Henriksen (2002): “Ni pionerer i dansk pædagogiks historie”. Dansk Pædagogisk Historisk Forening
- Fischer, Ulla (2011): “Et liv med Montessori: Dagmar Carstens fortæller om barndom og arbejdsliv”. Dansk Pædagogisk Historisk Forening
- Grue-Sørensen, Knud (1959): "Opdragelsens historie". Gyldendal
- Hermann, Stefan (2006): "Magt og oplysning". Unge Pædagoger
- Hovgaard Jakobsen, Kate (2001): “Den verdslige sygeplejerskeuddannelse ved Københavns Kommunehospital 1876. Et Bourdieu-studie af uddannelsens opkomst og konstituering”. Århus: Skriftserie fra Danmarks Sygeplejerskehøjskole
- Jessen, Johannes (1950): ”Præstø Amts skolehistorie indtil 1950”. Historisk Samfund for Præstø Amt
- Kampmann, Tage m.fl. (1989): "Et folk kom i skole. 1814-1989". Kbh. Danmarks Lærerhøjskole
- Kampmann, Tage (1991): "Kun spiren frisk og grøn : læreruddannelse 1945-1991". Odense Universitetsforlag
- Kampmann, Tage (1992): "Skolegang i Hellerup 1924-1936 og cykelvikar i Gentofte 1940-1943 : i skolehistorisk perspektiv". Odense Universitetsforlag
- Kampmann, Tage (1995): "Et jævnt og muntert liv. Seminarieliv i 1950erne". SUF
- Korsgaard, Ove (1997): “Kampen om lyset : dansk voksenoplysning gennem 500 år”. Gyldendal
- Korsgaard, Ove (2012). “N.F.S. Grundtvig”. Djøf Forlag
- Korsgaard, Ove (2012): “Kampen om folket: Et dannelsesperspektiv på dansk historie gennem 500 år”. Gyldendal
- Korsgaard, Ove mfl (2017): “Pædagogikkens idéhistorie”. Aarhus: Aarhus Universitetsforlag. 1. Udgave
- Korsgaard, Ove (2019):”Strejftog i højskolernes idehistorie”. Folkehøjskolernes Forening
- Larsen, Børge Riis (1991). "Naturvidenskab og dannelse. Studier i fysik- og kemiundervisningens historie i den højere skole indtil midten af 1800-tallet". Selskabet for Skole- og uddannelseshistorie
- Larsen, Inger L. E. (2003): “Som den gode børnehave - om de første kommunale børnehaveklasser i København og Herlev”. Dansk Pædagogisk Historisk Forening
- Lauridsen, Søren K.: Børn og daginstitutioner i 180 år. Dansk pædagogisk Forum 2014
- Lauritsen, Jørgen (2006): “Pædagogiske tænkere. Nogle idéhistoriske holdepunkter”. Semiforlag
- Markussen, Ingrid (1977). "En landsbylærer ser tilbage". Selskabet for Skole- og uddannelseshistorie
- Nielsen, Bent Nabe (2011):” Dannelsens veje 1-3”. Klim
- Grothe Nielsen, Beth (1986): “Anstaltbørn og børneanstalter gennem 400 år”. SOCPOL
- Nordenbo, Sven Erik (1984): "Bidrag til den danske pædagogiks historie". Kbh., Museum Tusculanum
- Nørr, Erik (1975): "Faget Religion i sidste halvdel af det 19. århundrede". Selskabet for Skole- og uddannelseshistorie
- Pecseli, Benedicta (2003): “Idehistorie for de pædagogiske fag”. Gyldendal
- Pedersen, Johannes (1961): "Fra friskolens og bondehøjskolens første tid: striden paa Hindsholm ved Kerteminde i 1850'erne". Gad
- Plant, Peter (2009): “Dansk uddannelses- og erhvervsvejledning 1886- 2009” 2. udg. (SE vejledningsbibliotek). Fredensborg
- Rantorp, Jette (2000): “16 tanker om barndom. Fra Rousseau til Broström”. Kbh Arkiveret 3. november 2011 hos  Wayback Machine: FOA - Fag og Arbejde
- Rasmussen, Henning (1998): “Kirkesanger og landsbyorganist. Om den seminarieuddannede lærer som kirkemusikalsk medarbejder gennem 200 år”. Selskabet for Dansk Skolehistorie
- Rifbjerg, Sofie (1966): “Træk af den moderne opdragelses historie”. Gyldendal
- Rømer, Thomas Aastrup (2015): “Pædagogikkens to verdener”. Aalborg: Aalborg Universitetsforlag
- Schacht, Asger Rosenstand (1971). "En praktisk mellemskole. Bidrag til en skolereforms historie". Selskabet for Dansk Skolehistorie
- Schmidt, Lars-Henrik (2007): “Diagnosis 3”. AUF
- Sørensen, S. P. (1942): “Vebbestrup skole gennem 200 år”. Arden B
- Tuxen, Jette og Ole Tuxen (1978). "Vejen til universitetet". Selskabet for Skole- og uddannelseshistorie
- Vejleskov, Hans (1997): “Den danske børnehave, Studier om myter, meninger og muligheder”. Skrifter fra Center for Småbørnsforskning nr. 8, DLH. Kroghs Forlag A/S
- Vestergaard, Anette (2004): “Børneopdragelse gennem 100 år.” Gyldendal
- Vinther, Margit (2008): “Musik og bevægelse - en helhed: Om mit arbejde ud fra Astrid Gøssel og Bernhard Christensens ideer”. Dansk Pædagogisk Historisk Forening
- Vogensen, Christian (2001): “Soldater på skolebænk. Forsvarets Civilundervisning 1952-1973”. Selskabet for Dansk Skolehistorie
- Bertha Wulff (1955). “Tidehverv og personligheder i opdragelsens historie”. Aug. Olsens Boghandel, Hellerup